# Albert Collell i Costa
Albert Collell i Costa (Vic, 1901 -Barcelona, 1976) fou escriptor i traductor i prevere de l'orde dels frares predicadors. Al 1927 marxà a Xile, on prengué possessió de la parròquia de Sant Domènec de la ciutat de la Concepción. El 1930 fou traslladat a la Província de Santa Fe (República Argentina). Autor d'Apunts de viatge, que publicà a la Gazeta de Vich, i altres títols referents a la seva Congregació. El 1965 publicà Un capítol d'història Vigatana, segle XVI. Traduí de l'anglès a l'espanyol El primer Arzobispo de California: la vida de José Sadoc Alemany O.P., publicació monogràfica núm. 8 del Patronat d'estudis Ausonencs.